# Laboum
Laboum (hangul: 라붐; estilizado como LABOUM) es un grupo femenino surcoreano actualmente bajo Interpark Music Plus que debutó en 2014 bajo una empresa conjunta entre NH Media y Nega Network, denominada Global H. Está formado por cuatro miembros: Soyeon, Jinye, Haein y Solbin. Originalmente siendo un grupo de seis miembros, Yulhee dejó el grupo en noviembre de 2017, mientras que Yujeong dejó el grupo en septiembre de 2021. El nombre surge del término francés "La boum", que se traduce como "La fiesta". En 2022, el grupo entró en stand by debido a que las integrantes del grupo decidieron continuar con sus proyectos en solitario, aunque se puede recalcar que el grupo no está oficialmente disuelto.

## Historia

### 2014: Debut conPetit Macaron
En agosto de 2014, NH Media y Nega Network anunciaron el debut de su próximo grupo de chicas, Laboum, el cual estuvo entrenando por cuatro años. El grupo fue concebido como un grupo hermano de U-KISS de NH Media y de Brown Eyed Girls de Nega Network.
Laboum lanzó su álbum sencillo debut Petit Macaron el 28 de agosto de 2014, tras el lanzamiento del video musical de la pista principal "Pit-A-Pat" el día anterior. La canción fue escrita por Seo Ji-eum, conocida por haber escrito "Electric Shock" de f(x) y "Twinkle" de Girls' Generation-TTS, y compuesta por Jung Jae-yeob.
El 24 de octubre, Laboum anunció que harían su regreso con Petit Macaron DATA PACK, un relanzamiento de Petit Macaron con contenido digital adicional, junto con un arreglo de la canción "What About You?". El 31 de octubre, el grupo hizo su presentación de la canción en Music Bank y lanzó el video musical, el cual retrata una temática de muñecas mecánicas. Petit Macaron DATA PACK fue lanzado el 3 de noviembre.

### 2015:Sugar SugaryAalow Aalow
A finales de febrero de 2015, ZN fue convocada para actuar junto a Kevin de U-KISS en dos episodios del web drama About Love. Ambos episodios fueron lanzados el 2 de marzo en Naver TV Cast.
El 16 de marzo, Laboum anunció que harían su regreso con un concepto más maduro y refrescante en "Sugar Sugar", que tendría una temática de pijamada. Su segundo álbum sencillo, "Sugar Sugar", fue lanzado el 14 de agosto. Yujeong fue invitada a un episodio del popular programa de radio Kiss the Radio en mayo, conducido por Super Junior.
En junio, Solbin apareció en el programa de variedades Her Secret Weapon. El programa se enfocaba en miembros de grupos de chicas poco conocidos, y las posicionaban de acuerdo a su desempeño en distintas tareas que destacan cualidades que requieren las idols femeninas para tener fanáticos leales. De 10 concursantes, Solbin empató con Taeha de Berry Good en el sexto lugar.
El 26 de noviembre de 2015, Laboum subió un teaser del video musical para su nuevo sencillo "Aalow Aalow" al canal oficial del grupo en YouTube. El video fue lanzado el 1 de diciembro y presentó un estilo elegante y retro. El 4 de diciembre, Laboum hizo su primera presentación del nuevo sencillo en Music Bank. El álbum sencillo fue oficialmente lanzado el 6 de diciembre.

### 2016-2017:Fresh Adventure, Love Sign, Miss This Kissy salida de Yulhee

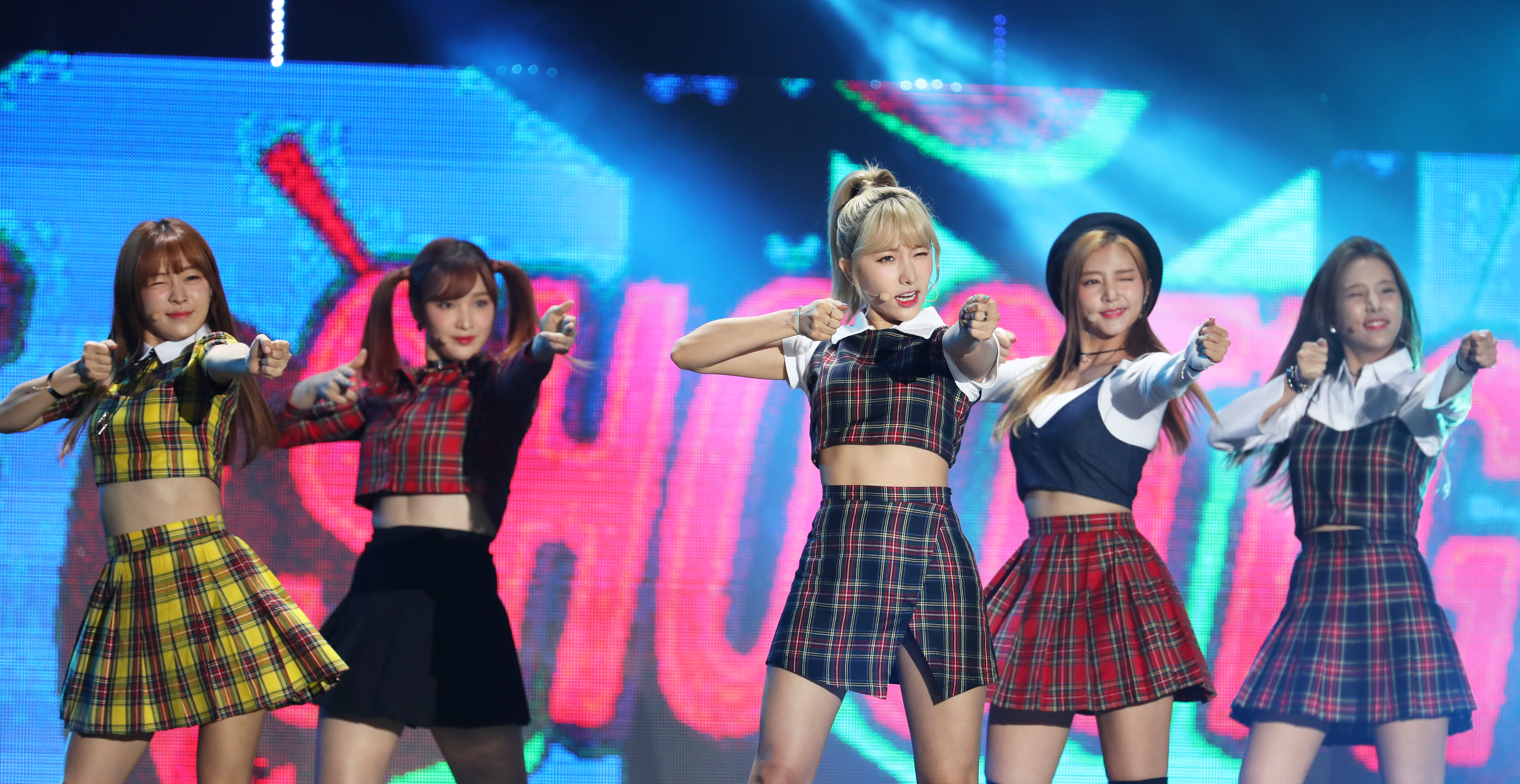
El grupo interpretando Shooting Love en 2016

El 15 de febrero de 2016, Laboum lanzó una campaña para financiar su siguiente video musical en la plataforma de micromecenazgo Makestar. Junto con otros premios, el grupo ofreció un título de "Productor Honorario" en los créditos del video musical para aquellos que donaron cierta cantidad de dinero. La campaña alcanzó su objetivo de $8.261 en solo cuatro horas.
La campaña de Makestar alcanzó $27.832 dólares, 336,9% de su objetivo original. Laboum lanzó el video musical de "Journey to Atlantis" junto con su cuarto álbum sencillo Fresh Adventure el 6 de abril de 2016.
El 23 de agosto de 2016, Laboum lanzó su primer miniálbum, Love Sign. El álbum consistió de seis pistas, incluyendo la pista principal "Shooting Love".
El 2 de diciembre de 2016, Laboum lanzó su sencillo digital de invierno Winter Story.
El 17 de abril de 2017, su segundo miniálbum Miss This Kiss fue lanzado, junto con la pista principal "Hwi Hwi". Esta canción les valió su primera victoria en un show musical, el 28 de abril en Music Bank. El álbum fue financiado en la plataforma Makestar, alcanzando $75.751.58 – el 849,93% de la meta original.
El 25 de julio de 2017, Laboum lanzó su sencillo digital de verano Laboum Summer Special, con la pista principal "Only U"
ZN, Yujeong y Haein aparecieron en The Unit: Idol Rebooting Project, que se emitió por primera vez el 28 de octubre de 2017.
El 3 de noviembre de 2017, NH Media confirmó la salida de Yulhee del grupo y la terminación de su contrato.

### 2018-2019: The Unit,Between Us,debut japonés,I'm Yours,yTwo of Us
El 10 de febrero de 2018, la final de The Unit fue realizada en vivo en el COEX Stadium, con ZN en la posición #8. ZN promocionó por un tiempo como miembro del grupo formado luego del show, UNI.T. Sin embargo, no pudo participar del segundo y último álbum del grupo, "Begin with the End" debido al horario conflictivo de Laboum.
El 9 de julio, una imagen adelanto del siguiente álbum sencillo de Laboum, Between Us, fue lanzado. El día siguiente, se reveló que el sencillo fue producido por la miembro Soyeon, y que todas las miembros participarán en actividades promocionales.
El grupo lanzó su sencillo debut japonés "Hwi Hwi" el 7 de noviembre de 2018, bajo Nippon Columbia. El sencillo llegó al #9 en la lista de Oricon.
El sexto álbum sencillo de Laboum fue lanzado el 5 de diciembre de 2018, con la pista principal "Turn It On".
Laboum lanzó su primer álbum de estudio "Two Of Us" junto con la pista principal "Firework" el 19 de septiembre de 2019. El álbum estuvo respaldado por Makestar, consiguiendo el 529% de la meta original, y ganando $43.283,28 de los participantes.
El 21 de diciembre, Laboum regresó con una versión arreglada de su canción "Journey to Atlantis" como "Journey to Atlantis Winter ++" para Navidad. Este fue el tercer sencillo digital del grupo.

### 2020-presente: "Smile Pop Pop",éxito repentino conJourney to Atlantis, salida de Yujeong e hiatus
Yujeong compartió una imagen adelanto el 25 de agosto de 2020, a través de una historia de Instagram, en la que revelaban una colaboración musical entre Laboum y la franquicia infantil china BabyBus, para una canción titulada "Smile Pop Pop". El mismo día, la canción fue lanzada digitalmente.
El 1 de septiembre de 2020, la compañía de Laboum, Global H, confirmó que Laboum haría su regreso con un miniálbum en octubre. Sin embargo, su lanzamiento no fue realizado
Dos días después del anuncio, el 3 de septiembre de 2020, el video musical de "Smile Pop Pop" fue lanzado a través del canal de YouTube de "SUPER SOUND Bugs".
El 6 de marzo de 2021, se reportó que el sencillo "Journey to Atlantis", lanzado en 2016, comenzó a escalar en las listas musicales. Este resurgimiento va de la mano con el regreso de Brave Girls a las promociones con Rollin', en un contexto en el cual ambas canciones tuvieron un éxito repentino a principios del mes. El 16 de marzo, la canción entró en el Top 400 de MelOn y en el Top 100 de Bugs. Junto con "Journey to Atlantis", "Shooting Love" también logró entrar la lista de Bugs. El 28 de marzo, la canción entró a la lista musical en tiempo real de Genie, en el puesto 99. Para el 29 de marzo, la canción había alcanzado el puesto 77. El 31 de marzo, Global H Media anunció que estaban discutiendo la posibilidad de volver a las promociones tras el repentino éxito de la canción.
El 8 de mayo, la canción tuvo otro pico de popularidad después de que el grupo-proyecto MSG Wannabe cantase "Journey to Atlantis" en Hangout With Yoo de MBC TV. La canción escaló rápidamente en las listas musicales, logrando el número 1 en Bugs. La versión de MSG Wannabe, lanzada digitalmente, también se posicionó en listas, alcanzando el quinto puesto en la lista semanal de descargas de Gaon Chart. El 4 de junio, Global H Media anunció el regreso de Laboum a las promociones, presentando "Journey to Atlantis" en Show! Music Core el día siguiente.
El 7 de septiembre, Yujeong anunció a través de una carta publicada en su Instagram que había decidido dejar el grupo después de que finalizara su contrato. También anunció que los otros miembros renovaron su contrato y permanecerán en el grupo. Además, se anunció que los miembros restantes habrían dejado su agencia actual y habrían firmado con Interpark Music Plus, una subsidiaria de Interpark.
El 6 de octubre, se anunció que Laboum haría su regreso como un grupo de cuatro miembros a principios de noviembre. ZN usó su nombre real Jinye para futuras actividades.
Actualmente, el grupo se encuentra en hiatus debido a que sus miembros están realizando múltiples proyectos en solitario, aunque se puede recalcar que el grupo no está oficialmente disuelto.

## Miembros

### Actuales
- Soyeon (소연)
- Jinye (진예)
- Haein (해인)
- Solbin (솔빈)

### Antiguos
- Yujeong (유정)
- Yulhee (율희)

## Discografía

### Álbumes
| Título       | Detalles del álbum | Posición más alta | Posición más alta | Ventas       |
| Título       | Detalles del álbum | KOR               | JPN               | Ventas       |
| ------------ | --- | ----------------- | ----------------- | ------------ |
| Love Pop Wow | - Lanzado: 24 de abril de 2019 (JPN) - Relanzado: Love Pop Wow!! (Type-B): 27 de noviembre de 2019 (JPN) - Discográfica: Nippon Columbia - Formato: CD, digital download Track listings (Type-A) 1. Love is the Magic 2. Bowwow!! 3. My Name is... 4. Between Us (Japanese ver.) 5. Breathing 6. Sugar Pop 7. Shooting Love (Japanese ver.) 8. Killer Killer Tune (Album ver.) 9. Hwi hwi Japanese ver. 10. Tell Me Love Me 11. Fresh Adventure (Japanese ver.) 12. Harukaze (Type-B) 1. Love Me 2. I Can't. My Boy | —                 | 58                | - JPN: 2,051 |
| Two of Us    | - Lanzado: 19 de septiembre de 2019 (KOR) - Discográfica: NH Media, Nega Network, NHN Bugs - Formato: CD, digital download Track listings 1. Intro 2. Firework (불꽃놀이) 3. You're The Light (잡아줄게) 4. Satellite 5. Stay There (이별 앞에서) (Yujeong solo) 6. Two of Us (Soyeon solo) 7. Actually, This is a Secret (사실 이 얘기는 비밀인데) (ZN solo) 8. Hush (Haein solo) 9. Diary (일기) (Solbin solo) 10. Firework (불꽃놀이) (Inst.)                                                                    | 27                | —                 | - KOR: 2,044 |

### Extended plays
| Título         | Detalles del álbum | Posición más alta | Ventas        |
| Título         | Detalles del álbum | KOR               | Ventas        |
| -------------- | --- | ----------------- | ------------- |
| Love Sign      | - Lanzado: 23 de agosto de 2016 (KOR) - Discográfica: NH Media, Nega Network, LOEN Entertainment - Formato: CD, digital download Track listings 1. Shooting Star Intro 2. Shooting Love (푱푱) 3. Ding Dong (딩동) 4. Oops (달콤하게) 5. Like U Love U (두근두근) (Soyeon with Yun of Lunafly) 6. Shooting Love (푱푱) (Inst.) | 13                | - KOR: 3,333  |
| Miss This Kiss | - Lanzado: 17 de abril de 2017 (KOR) - Discográfica: NH Media, Nega Network, Interpark, Windmill Entertainment - Formato: CD, digital download | 1                 | - KOR: 31,472 |

### Álbumes sencillos
| Título          | Detalles del álbum | Posición más alta | Ventas       |
| Título          | Detalles del álbum | KOR               | Ventas       |
| --------------- | --- | ----------------- | ------------ |
| Petit Macaron   | - Lanzamiento: 28 de agosto de 2014 (KOR) - Discográfica: NH Media, Nega Network, CJ E&amp;M - Formato: CD, digital download Track listings 1. Pit a Pat (두근두근) 2. La li:lalala (주문을 풀어) 3. What About You (어떡할래) 4. Pit a Pat (두근두근) (Inst.) 5. La li:Lalala (주문을 풀어) (Inst.) 6. What About You (어떡할래) (Inst.) | 15                | - KOR: 2,376 |
| Petit Macaron   | - Repackaged (Petit Macaron: Data Pack): 3 de noviembre de 2014 (KOR) - Discográfica: NH Media, Nega Network, CJ E&M - Formato: CD, digital download Track listings 1. What About You (어떡할래) 2. Winter Party 3. What About You (어떡할래) (Inst.) 4. Winter Party (Inst.)                                                             | 25                | - KOR: 2,376 |
| Sugar Sugar     | - Lanzado: 27 de marzo de 2015 (KOR) - Discográfica: NH Media, Nega Network, CJ E&M - Formato: CD, digital download Track listings 1. Sugar Sugar (슈가슈가) 2. Happy Joke (장난햅) 3. Fantasy 4. Sugar Sugar (슈가슈가) (Inst.) 5. Happy Joke (장난햅) (Inst.) 6. Fantasy (Inst.)                                                        | 17                | - KOR: 1,916 |
| Aalow Aalow     | - Lanzado: 6 de diciembre de 2015 (KOR) - Discográfica: NH Media, Nega Network, CJ E&M - Formato: CD, digital download Track listings 1. Intro 2. Aalow Aalow (아로아로) 3. Tasty 4. Aalow Aalow (아로아로) (Inst.) 5. Tasty (Inst.) | 26                | - KOR: 1,582 |
| Fresh Adventure | - Lanzado: 6 de abril de 2016 (KOR) - Discográfica: NH Media, Nega Network, Interpark, Windmill Entertainment - Formato: CD, digital download Track listings 1. Intro 2. Journey to Atlantis (상상더하기) 3. Strike Out 4. Caterpillar 5. Journey to Atlantis (상상더하기) (Inst.)                                                        | 9                 | - KOR: 2,622 |
| Between Us      | - Lanzado: 27 de julio de 2018 (KOR) - Discográfica: NH Media, Nega Network, NHN Bugs - Formato: CD, digital download Track listings 1. Between Us (체온) 2. Love Game 3. Between Us (체온) (Inst.) | 17                | - KOR: 4,980 |
| I'm Yours       | - Lanzado: 5 de diciembre de 2018 (KOR) - Discográfica: NH Media, Nega Network, NHN Bugs - Formato: CD, digital download Track listings 1. Turn It On (불을 켜) 2. Heal Song (흐르는 이 노래가 멈추고 나면) 3. Between Us (체온) (Original ver.)                                                                                          | 22                | - KOR: 2,886 |

### Sencillos
| Title                              | Year | Posición más Alta | Posición más Alta | Posición más Alta | Ventas                            | Álbum               |
| Title                              | Year | KOR               | KORHot            | JPN               | Ventas                            | Álbum               |
| "Pit-A-Pat" (두근두근)             | 2014 | 195               | N/A               | N/A               | - KOR: 5,801                      | Petit Macaron       |
| "What About You" (어떡할래)        | 2014 | 148               | N/A               | N/A               | - KOR: 10,723                     | Petit Macaron       |
| "Sugar Sugar"                      | 2015 | 271               | N/A               | N/A               | - KOR: 10,768                     | Sugar Sugar         |
| "Aalow Aalow" (아로아로)           | 2015 | 180               | N/A               | N/A               | - KOR: 16,715                     | Aalow Aalow         |
| "Journey to Atlantis" (상상더하기) | 2016 | 147               | N/A               | N/A               | - KOR: 32,491                     | Fresh Adventure     |
| "Shooting Love" (푱푱)             | 2016 | 128               | N/A               | N/A               | - KOR: 31,420                     | Love Sign           |
| "Winter Story" (겨울동화)          | 2016 | -                 | N/A               | N/A               | N/A                               | Sencillo sin álbum  |
| "Hwi Hwi" (휘휘)                   | 2017 | —                 | 97                | 16                | - KOR: 18,137 - JPN: 6,040 (Phy.) | Miss This Kiss      |
| "Only U" (두바둡)                  | 2017 | -                 | -                 | N/A               | N/A                               | Sencillo sin álbum  |
| "Between Us" (체온)                | 2018 | —                 | -                 | N/A               | N/A                               | Between Us          |
| "Turn It On" (불을 켜)             | 2018 | —                 | -                 | N/A               | N/A                               | I'm Yours           |
| "Love Me"                          | 2019 | -                 | -                 | N/A               | N/A                               | Love Pop Wow!!      |
| "Firework" (불꽃놀이)              | 2019 | -                 | -                 | N/A               | N/A                               | Two Of Us           |
| "WINTER++" (상상더하기)            | 2019 | -                 | -                 | N/A               | N/A                               | Sencillos sin álbum |
| "Cheese" (치즈)                    | 2020 | -                 | -                 | N/A               | N/A                               | Sencillos sin álbum |

### Apariciones en bandas sonoras
| Título                          | Año  | Álbum                                           |
| ------------------------------- | ---- | ----------------------------------------------- |
| "Don't Look Back" (돌이키지 마) | 2017 | Immortal Songs: Singing the Legend (Lee Eun-ha) |
| "Oh My" (봄을 만나)             | 2019 | Spring Turns to Spring OST Part.4               |

### Colaboraciones
| Título                               | Año  | Álbum                                           | Otro(s) artista(s) |
| ------------------------------------ | ---- | ----------------------------------------------- | --- |
| "Side by Side"                       | 2019 | Korea - ASEAN Summit `Growing With Art` Project | Sandeul, Killagramz, Cinta Laura Kiehl, Indigo, Darren Espanto, Wyne Lay, Alvin Chong, Vu Cat Tuong, OLABlack, Kelly Pan, Meas Sok Sophea                                                                                       |
| "Sangnoksu 2020" (부르는 상록수2020) | 2020 | Sencillos sin álbum                             | Bizzy, Kang San-ae, Johan Kim, Kim Feel, Na Yoon Kwon, Joy, Muzie, Young, JeA, Sandeul, Kyuhyun, Ryeowook, Yesung, Ali, Ailee, YooA, Oh Yeon Joon, Yoon Do-hyun, Solji, Lee Eun-mi, Tiger JK, TXT, Ha Dong-kyun, Hong Jin-young |
| "Smile POP POP" (스마일팝팝)         | 2020 | Sencillos sin álbum                             | BABYBUS |

## Videografía

### Video musical
| Año     | Canción                | Director(es)  |
| Coreano | Coreano                | Coreano       |
| ------- | ---------------------- | ------------- |
| 2014    | "Pit-A-Pat"            | Yong Seong    |
| 2014    | "What About You?"      | Kim Beom-chul |
| 2015    | "Sugar Sugar"          | No Jang-sik   |
| 2015    | "Aalow Aalow"          | INSP, SUIKO   |
| 2016    | "Journey to Atlantis"  | Hong Won-ki   |
| 2016    | "Shooting Love"        | Yoo Sung-kyun |
| 2016    | "Winter Story"         | Yoo Sung-kyun |
| 2017    | "Hwi Hwi"              | Yoo Sung-kyun |
| 2017    | "Dobadob (Only U)"     | Yoo Sung-kyun |
| 2018    | "Between Us"           | Yoo Sung-kyun |
| 2018    | "Turn It On"           | Lee Hyun-jong |
| 2019    | "Firework"             | N/A           |
| 2019    | "상상더하기 WINTER ++" | N/A           |
| 2020    | "Smile POP POP"        | N/A           |
| Japonés |                        |               |
| 2018    | "Hwi Hwi"              | Yoo Sung-kyun |

## Filmografía

### Series de televisión
| Año  | Título            | Red | Nota                      |
| ---- | ----------------- | --- | ------------------------- |
| 2020 | Backstreet Rookie | SBS | Solbin como Jung Eun-byul |

### Shows de variedades
| Año  | Título                | Red          | Nota             |
| ---- | --------------------- | ------------ | ---------------- |
| 2016 | Laboum TV             | Naver V App  |                  |
| 2017 | Battle K Food(K-Rush) | KBS World TV | Yujeong y Soyeon |

#### Reality show
| Año  | Título         | Red       |
| ---- | -------------- | --------- |
| 2016 | Laboum project | MBC Music |

## Premios y nominaciones
| Ceremonia de premios | Año  | Categoría                 | Nominado | Resultado |
| -------------------- | ---- | ------------------------- | -------- | --------- |
| Asia Artist Awards   | 2016 | Popularity Award – Singer | Laboum   | Nominado  |
| Asia Artist Awards   | 2017 | Popularity Award – Singer | Laboum   | Nominado  |
| Asia Artist Awards   | 2018 | Popularity Award – Singer | Laboum   | Nominado  |
| Seoul Music Awards   | 2015 | Bonsang Award             | Laboum   | Nominado  |
| Seoul Music Awards   | 2015 | New Artist Award          | Laboum   | Nominado  |
| Seoul Music Awards   | 2015 | Popularity Award          | Laboum   | Nominado  |
| Seoul Music Awards   | 2015 | Hallyu Special Award      | Laboum   | Nominado  |